# Abraham William Lauder

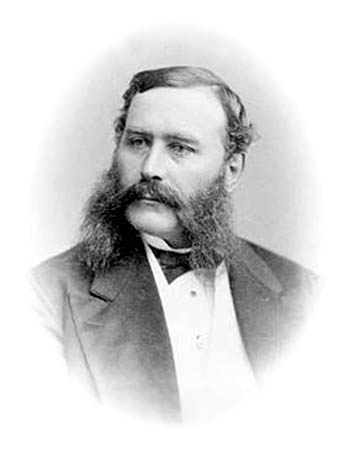
Abraham William Lauder.

Abraham William Lauder (1834 - 1884) era un abogado y político canadiense. Representó Grey South en la Asamblea Legislativa de Ontario desde 1867 hasta 1874 y Grey East desde 1875 hasta 1884.
Nació en Bewcastle, Inglaterra en 1834, estudió en Escocia y después se trasladó a Canadá Occidental. Se decicó a la enseñañnza durante un tiempo y luego se mudó a Toronto, donde trabajó en las leyes y fue admitido al tribunal en 1864.
En 1871, se supo que uno de los apoyos políticos de Lauder usó sobornos para obtener votos; La implicación no fue que era Lauder, aunque fue restituido de su puesto, y más tarde elegido de nuevo en la bi-elección siguiente. Después Lauder encontró probado que un evaluador gubernamental, John L. Lewis, había influido votantes en Proton por prometer beneficios por parte del gobierno liberal; otros implicados fueron: Archibald McKellar, Adam Oliver, y James Kirkpatric Kerr, el socio de Ontario Premier Edward Blake. En 1872, Lauder defendió el comité de huelga de la Unión Tipográfica de Toronto contra los cargos que fueron llevados a la luz por la Master Printers' Association; la ley Canadiense no estaba clara en ese entonces en cuanto al estatus de las organizaciones laborales.
Murió en Toronto en 1884.